# Kazimierz Kropidłowski
Kazimierz Kropidłowski   (Starogard Gdański, 16 d'agost de 1931 - Starogard Gdański, 20 de desembre de 1998) fou un atleta polonès, especialista en el salt de llargada, que va competir durant la dècada de 1950.
En el seu palmarès destaca una medalla de plata en el salt de llargada al Campionat d'Europa d'atletisme de 1958. Es proclamà quatre vegades campió de Polònia, dues a l'aire lliure (1957, 1959) i dues es pista coberta (1954, 1956). Millorà dues vegades el rècord de Polònia en salt de llargada.
El 1956 va prendre part en els Jocs Olímpics d'Estiu de Melbourne, on fou sisè en la prova del salt de llargada del programa d'atletisme. Quatre anys més tard, als Jocs de Roma, quedà eliminat en sèries en la mateixa prova.

## Millors marques
- Salt de llargada. 7.82 metres (1959)[5]